# 楊貴妃 (華視電視劇)
《楊貴妃》是1986年中華電視台（華視）八點檔連續劇，播出期間1986年2月20日至1986年4月2日，共30集，製作人兼導演宗華，主演包括馮寶寶、宗華、張復建、王瑞林、金超群、常楓、于守仁、官晶華、梁復龍、張媛婷、傅雷、喬可欣、鄒森、郭俐伶等人。在華視播出《楊貴妃》的同時，台灣電視公司（台視）播出《楊貴妃傳奇》對打；首播《楊貴妃》收視率以30%略勝《楊貴妃傳奇》的25%，中國電視公司（中視）播出《大旗英雄傳》。
中視為了讓八點檔古裝劇《一代公主》有充裕的拍攝期，於1986年3月3日推出由寇世勳、李烈等人主演的八點檔時裝喜劇《上錯天堂投錯胎》，一舉擊敗了台視與華視的楊貴妃。
1986年8月，《楊貴妃》在亞洲電視中文台加上香港粵語配音播出。